# Fadenzähler

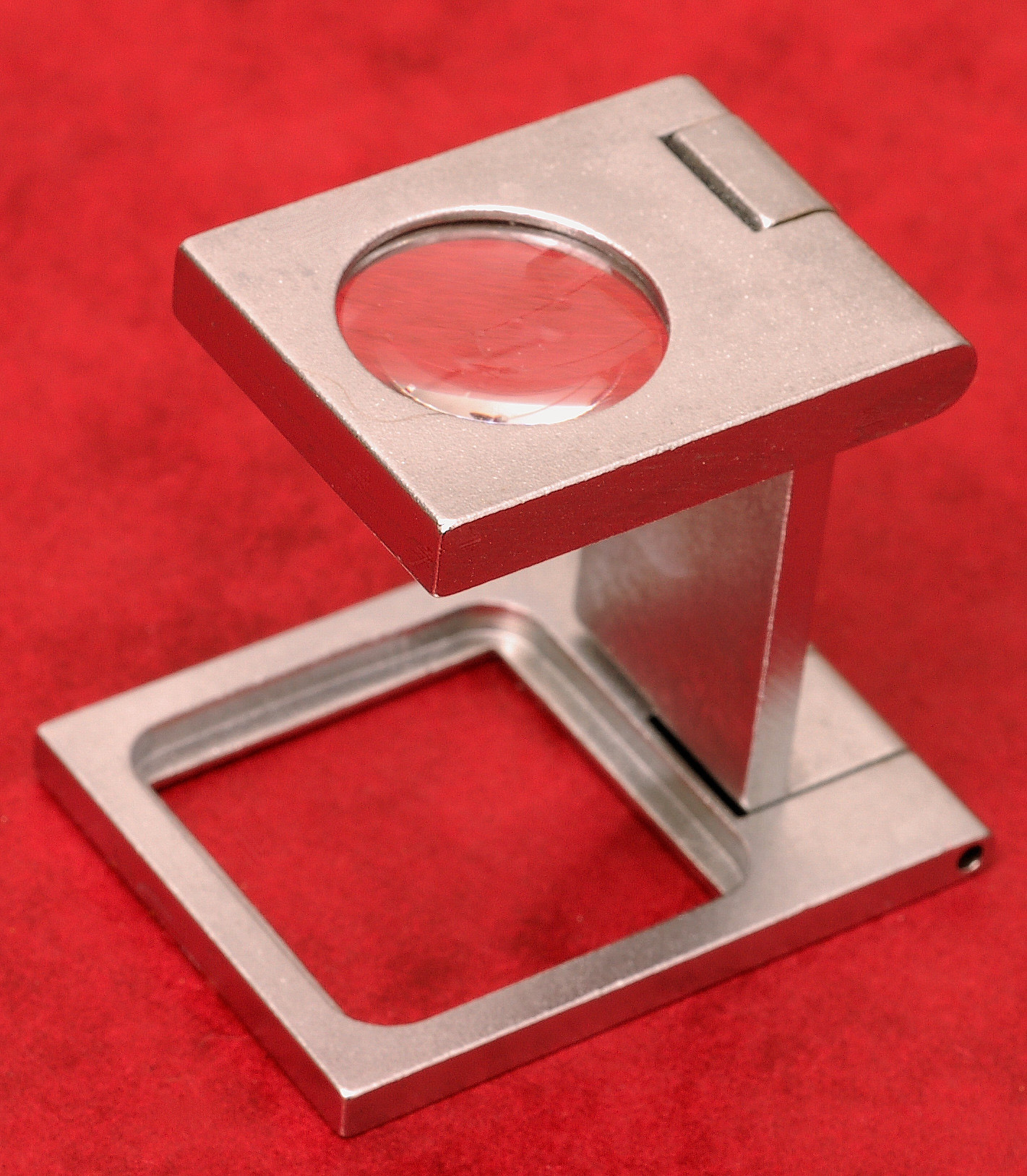
Fadenzähler üblicher Bauart mit Zählfläche

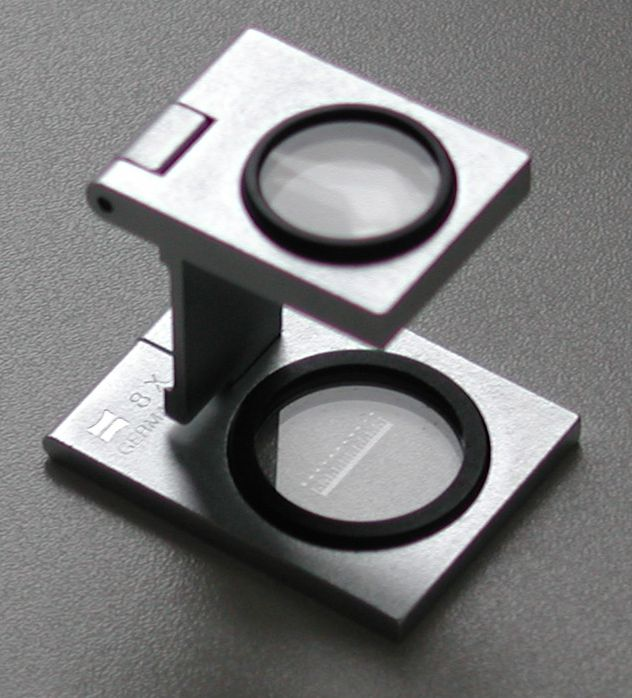
Fadenzähler mit Strichplatte und Mess-Skale

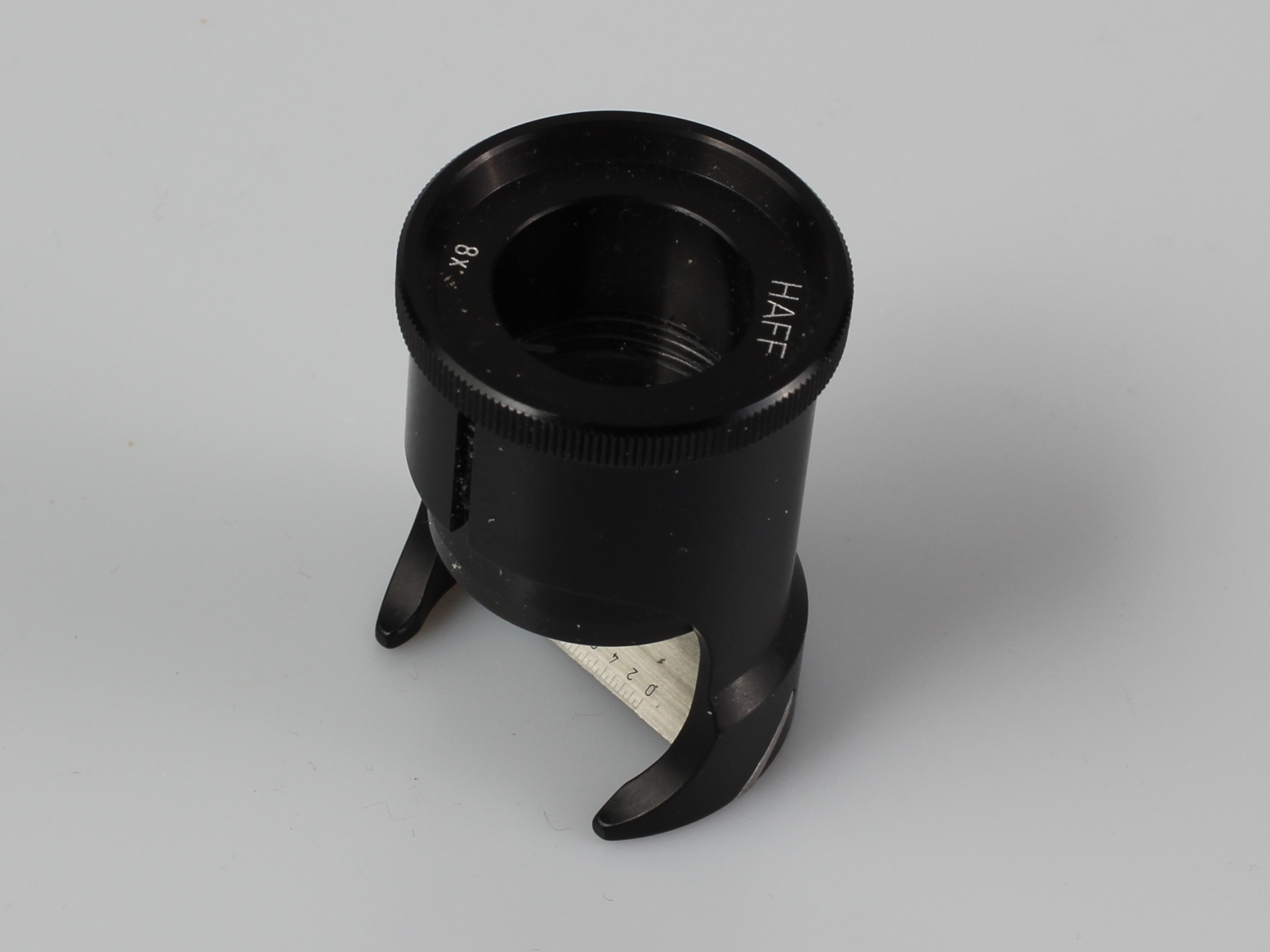
Zylinderförmiger Fadenzähler, einstellbar für Fehlsichtige

Als Fadenzähler oder Weberglas bezeichnet man eine einfache Ausführung einer Messlupe mit einer drei- bis zwölffachen Vergrößerung auf einem (meist klappbaren) Gestell zur Erreichung eines festen Arbeitsabstands.  Dieser Abstand ist abhängig von der Vergrößerung und der Brennweite der Lupe.

## Aufbau
Üblicherweise wird ein Fadenzähler aus drei Metall- oder Kunststoffflächen gefertigt, die durch zwei Scharniere klappbar miteinander verbunden sind. Die Höhe der mittleren Trägerfläche legt zugleich das Maß für den Arbeitsabstand fest. Gebrauchsfertig aufgestellt ist in der oberen Fläche eine meist kreisrunde Öffnung als Fassung für die Detaillupe, zusammengeklappt liegt diese zwischen den beiden anderen und ist so beim Transport geschützt. Die Lupe besteht meist nur aus einer einzigen Linse. Linsenkombinationen wie Achromate oder Aplanate sind selten.
Die Fußplatte ist regelmäßig quadratisch durchbrochen. Die Kantenlängen dieses Durchbruches betragen meist 10 mm × 10 mm, oder 1" × 1" (inch = 25,4 mm). Andere Maße sind ebenfalls gebräuchlich.

## Verwendung
Erfunden wurde der Fadenzähler, um Stoffe zu überprüfen. In der Textilindustrie werden damit die Anzahl von Schuss- und Kettfäden innerhalb einer bestimmten Fläche ausgezählt. Im Teppichhandel können Fadenzähler benutzt werden, um bei geknüpften Teppichen die Anzahl der Knoten pro Fläche zu ermitteln.
Fadenzähler verwendet man auch in anderen Branchen:
Im Druck- und Verlagswesen in der Druckvorstufe häufig zum Beurteilen von Druckvorlagen, an der Druckmaschine zur Raster- und Passerkontrolle.
In der Grafikdesign-Branche wurden Fadenzähler vor der Einführung des computerbasierten Desktop-Publishing (DTP) bis etwa Mitte der 1980er Jahre zur Beurteilung der Genauigkeit von manuell mittels Tusche und Linealen auf speziellem Karton angefertigten Reinzeichnungen verwendet.
Auch in der Produktion von Leiterplatten und in der Herstellung von Flachbaugruppen wird der Fadenzähler als einfaches Vergrößerungs- und Prüfinstrument verwendet.

## Probleme bei fehlsichtigen Anwendern
Anwender mit Fehlsichtigkeit, insbesondere solche mit Weitsichtigkeit oder Alterssichtigkeit, sehen das zu betrachtende Objekt oft nicht ausreichend scharf. Da der Abstand der Lupe zum Objekt konstruktionsbedingt nicht veränderbar ist, besteht hier ein Problem.

## Sonderausführungen
Neben besonderen, vom Anwendungszweck abhängigen Maßen des Fußdurchbruchs werden auch Fadenzähler mit einer Strichplatte und eingravierter Skale verwendet. Fadenzähler mit Strichplatte sind ein „Übergang“ zur Messlupe, die üblicherweise nicht klappbar ist und an der die Lupe (oft Linsensysteme als Achromat oder Aplanat, neuerdings auch asphärische Linsen) verschiebbar in einem Tubus geführt wird. Durch diese Führung ist eine Anpassung an individuelle Fehlsichtigkeit des Benutzers möglich.